# 葉千榮
叶千荣（1957年—），上海出身，日本华人主持人，教授，评论家。

## 生平
1957年，叶千荣生于上海，1982年毕业于上海戏剧学院表演系。后进入上海人民艺术剧院。1985年，随演剧代表团赴日，在日本大学艺术研究所研究日本小剧场戏剧。后于早稻田大学取得政治学硕士学位。
曾任香港亚洲周刊驻日特派记者，朝日CS卫星电视主持人。此外也有在凤凰卫视的《全球连线》和《震海听风录》等节目中分析中日关系等问题，亦多次在日本各大银行和证券公司主办的中国经济论坛上演讲，并担任一些驻华日本企业的顾问。
现为东海大学教授，并每周在日本经济新闻电台（日语：ラジオNIKKEI （页面存档备份，存于））《我的原点·视点》（日语：私の原点·視点 （页面存档备份，存于））节目中，邀请第一线的政治家，学者与评论家，就当下的时事境况等发表评论。